# Блейк Шелтон
Блейк Толлісон Шелтон (англ. Blake Tollison Shelton; нар. 18 червня 1976, Ада, Оклахома, США) — американський кантрі виконавець, автор пісень та телезірка. У 2001 році дебютував із синґлом «Austin». Згодом випустив однойменний альбом, головна пісня з якого протрималася 5 тижнів на першому місці у «Billboard Hot Country Songs» чарті. 
Другий під назвою «The Dreamer» (2003 р.) та третій альбом «Blake Shelton's Barn & Grill» (2004 р.) стали золотим та платиновим відповідно. Четвертий альбом Шелтона "Pure BS" побачив світ у 2007 році і став золотим, а п'ятий — "Startin’ Fires" вийшов в листопаді 2008 року. Все наступні альбоми ставали платиновими чи золотими: "Red River Blue" (2011, платиновый), "Cheers, It’s Christmas" (2012, золотий), "Based on a True Story…" (2013, платиновий), "Bringing Back the Sunshine" (2014, платиновий), "If I’m Honest" (2016, золотий).

## Життєпис
Шелтон народився 18 червня 1976 року в місті Ада, штат Оклахома і почав співати в ранньому дитинстві. У 12 років він навчився грати на гітарі, а в 15 років написав першу пісню. У 16 років отримав Denbo Diamond Award у своєму рідному штаті. В 17 років переїхав у Нашвілл, де почав записувати свої пісні.
За даними журналу Forbes співак в 2016 році заробив 24 млн. доларів і зайняв 9-те місце у списку найбільш оплачуваних кантрі-виконавців.

## Дитинство
Шелтон народився у містечку Ада, що в штаті Оклахома, у сім'ї Дороти та Річарда Шелтонів. Шелтон почав співати з раннього віку і у 12 років його навчив грати на гітарі рідний дядько. У 15 років написав свою першу пісню. У 16 років отримав Denbo Diamond Award у своєму рідному штаті. 

## Альбоми
Студійні альбоми
- Blake Shelton (Blake Shelton (album)[en]) (2001)

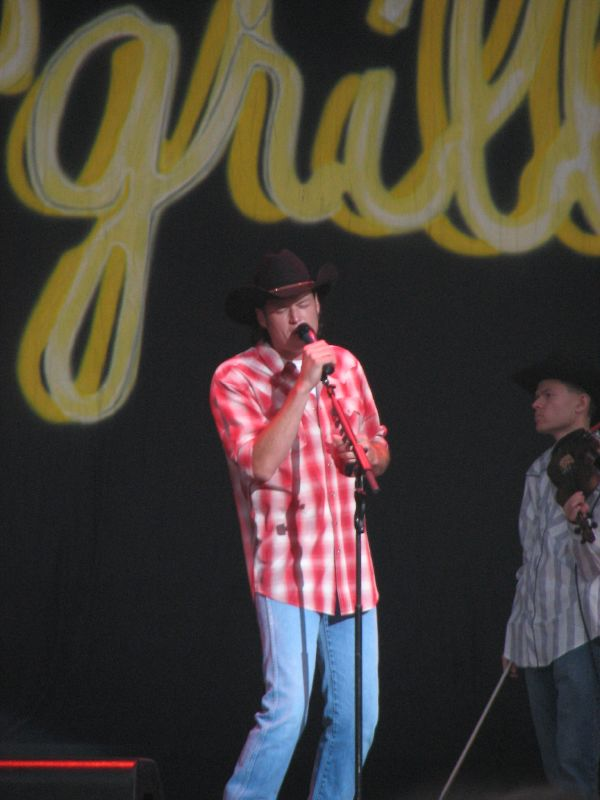
Мідвіль, штат Пенсильванія, серпень 2005.

- The Dreamer (The Dreamer (Blake Shelton album)[en]) (2003)
- Blake Shelton’s Barn & Grill (Blake Shelton's Barn & Grill[en]) (2004)
- Pure BS (Pure BS[en]) (2007)
- Startin’ Fires (2008)
- Red River Blue (2011)
- Cheers, It’s Christmas (2012)
- Based on a True Story… (2013)
- Bringing Back the Sunshine (2014)
- If I’m Honest (2016)
- Texoma Shore (2017)

Міні-альбоми
- Blake Shelton: Collector’s Edition (2008)
- Hillbilly Bone (2010)
- All About Tonight (2010)

Збірки
- Blake Shelton — The Essentials (2009)
- Loaded: The Best of Blake Shelton (2010)
- Reloaded: 20 #1 Hits (2015)